# Magia babilońska

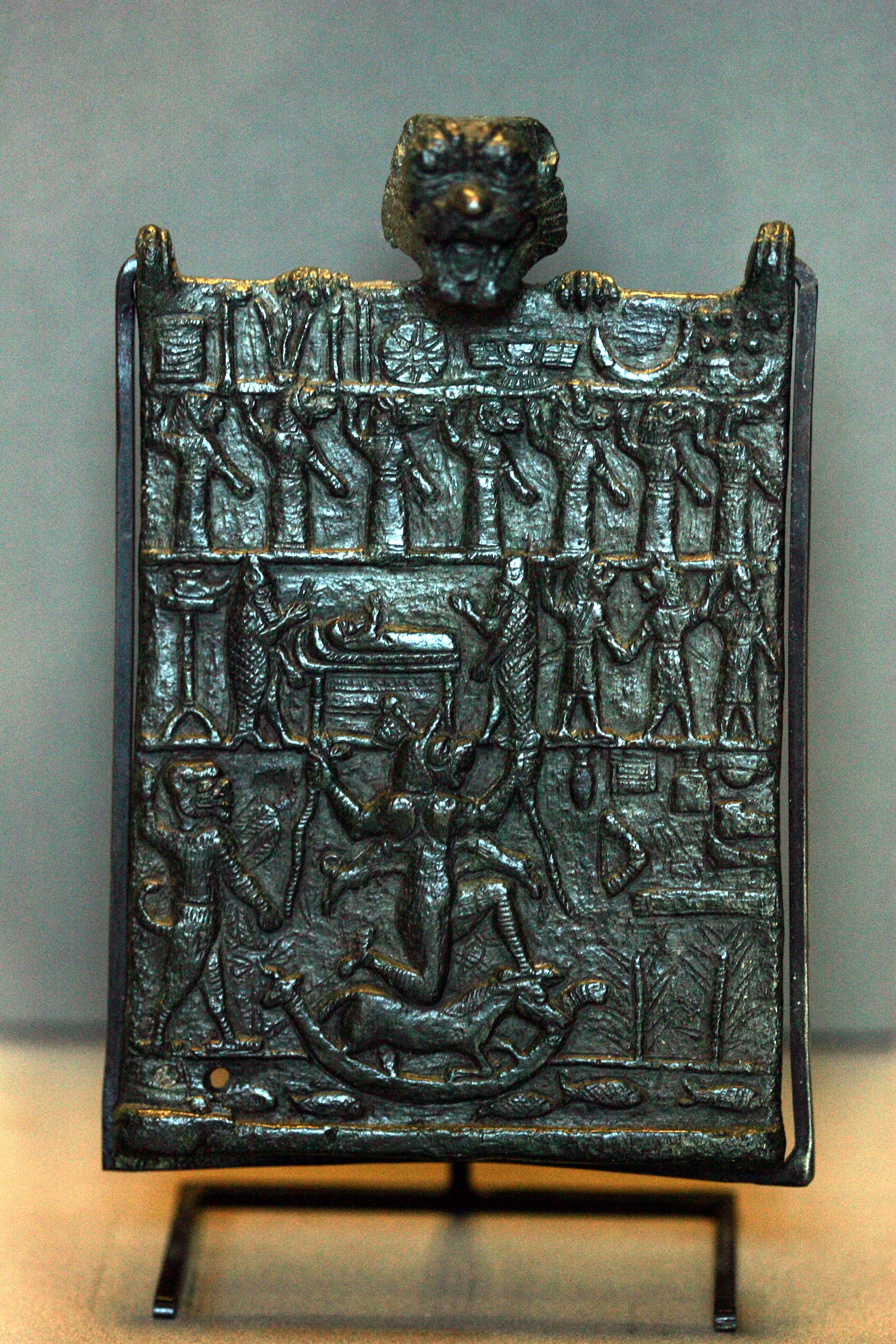
Amulet przeciwko Lamasztu

Magia babilońska – ogół wierzeń Babilończyków w siły nadprzyrodzone oraz określone rytuały, które stosowali w celu ich opanowania. Na magię babilońską składały się zaklęcia przeciwko złym mocom, zaklęcia ochronne (w tym modlitwy), czary, wróżby, wiara w ochronną moc amuletów i obrzędy, które odprawiano w poszczególnych przypadkach, mające na celu unicestwienie złego działania sił nadnaturalnych oraz wzmocnienie działania mocy dobroczynnych.

## Zaklęcia
Babilońskie zaklęcia magiczne pochodziły z okresu III dynastii z Ur. Ułożone w zbiory zostały już po upadku Sumeru. Znane są trzy zbiory zaklęć: Szurpu, Maqlu oraz Utukki limnuti. Choć tytuły Szurpu i Maqlu sugerują palenie ogniem, oba zbiory zawierały odrębne jego rodzaje. Zaklęcia i obrzędy z Szurpu oczyszczały za pośrednictwem wzywania bóstw ognia, w Maqlu zaś znalazły się opisy rytuałów przeciwko czarom ludzkim. Utukki limnuti był zbiorem egzorcyzmów. Wśród innych tekstów znane są tabliczki z opisami sposobów leczenia chorób, ochrony domu, pola czy sadu, procedur postępowania kapłanów podczas egzorcyzmów lub z wykazami złych czynów.
Babilończycy prawdopodobnie nie odróżniali modlitwy od zaklęcia. Modlitwa zazwyczaj rozpoczynała się wyrazem "zaklęcie", jednak treść zwracania się do bóstwa wskazywała na to, że niektóre formy kontaktu z bóstwami miały formę modlitwy, która była sposobem przeciwstawiania się nieszczęściom, złu, ale także sposobem znalezienia pociechy. Początkowe słowa modlitwy babilońskie zawierały przeważnie wołanie do boga i wymienieniem jego tytułów i przymiotów. Następnie orant przedstawiał się i opisywał swoją sytuację. W niektórych modlitwach na koniec występowały wskazówki postępowania, co potwierdza przypuszczenie, że modlitwy babilońskie miały elementy zaklęć i rytuałów magicznych.

## Czary
W wierzeniach babilońskich wyróżniano czary dobre i złe. Ponieważ kodeks Hammurabiego groził złemu czarownikowi karą śmierci, czarnoksiężnicy działali w tajemnicy, więc babilońskie sposoby na rzucanie czarów nie są dokładnie znane. Spośród niewielu zachowanych źródeł z zakresu uprawiania czarnoksięstwa znajduje się list, którego tekst został napisany w formie prośby do bóstwa o sprowadzenie na czytającego i jego rodzinę śmierci. Wielu sprawców pozostawało bezkarnych. Sposobem na odczynienie złych czarów były egzorcyzmy.

## Rytuały magiczne

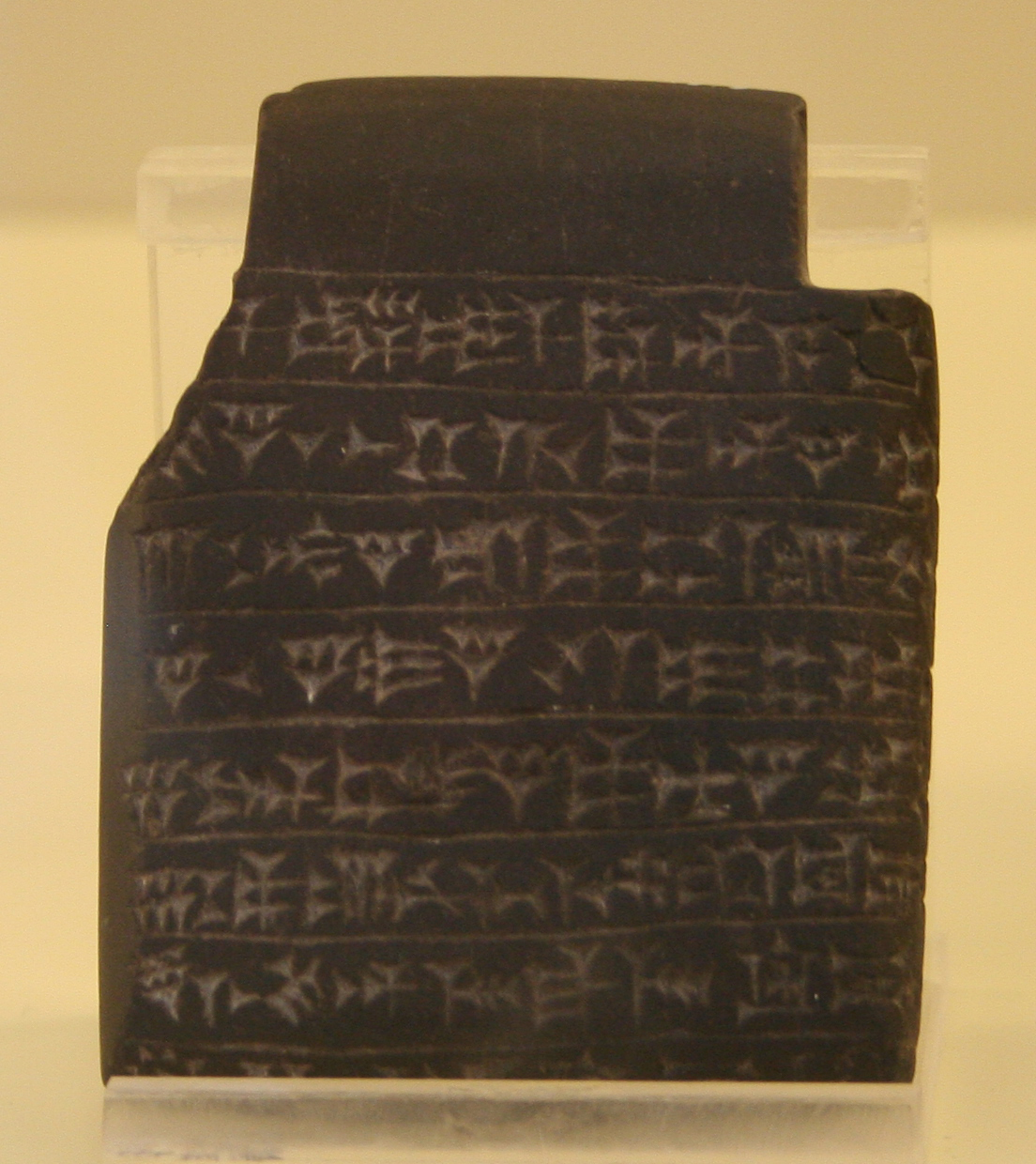
Inskrypcja na amulecie przeciwko Lamasztu

W świecie nadnaturalnym istniała cała armia demonów, które czyhały na życie ludzkie. Bogowie także nie byli odporni na ich ataki. Zmiany w przyrodzie uważano więc za chwilową niemoc bogów wobec wrogów. Dla przykładu, w czasie zaćmienia księżyca uważano, że Sin poniósł porażkę z rąk demonów. Ludzkość tymczasem odprawiała obrzęd, by poprzez magię wesprzeć swego władcę, który symbolizował bezpieczeństwo kraju.
W przypadku opętania przez demona, który spowodował chorobę, wzywano czarownika. Egzorcyści aszipu i maszmaszu oczyszczali z rzuconych czarów. Obrzędy wypędzenia demonów lub odżegnywania czarów polegały na wzywaniu boga i odmawianiu zaklęcia. Najczęściej wzywano Marduka, Ea lub, gdy przypadek był ciężki, kilku bogów. Rzadko proszono o pomoc gwałtownych pod względem charakteru i niepewnych pod względem pomocy ludzkości Enlila i Anu. Wierzono, że skutecznie przeciwko złu działali bogowie ognia Gira, Gibil i Nusku. W przypadku chorób rytuały były połączone z zabiegami medycznymi. Jeżeli demon zawładnął człowiekiem, sporządzano posążek, z którym za pomocą zaklęcia demon miał się zidentyfikować, następnie figurkę unicestwiano. Innym sposobem było zapewnienie mu zastępczego siedliska, na przykład, zwierzęcia. Następnie zaklinano go do zmiany lokalizacji, inaczej po wypędzeniu groził mu powrót do apsu.
Praktykowano także magię sympatyczną, która polegała na zwróceniu uwagi boga na obłożonego klątwą człowieka, opuszczonego przez jego boskich opiekunów. Wówczas wzywano Marduka z nadzieją, że za jego pośrednictwem Ea ujawni sekret odczynienia klątwy. Rytuał polegał na ablucji z użyciem zaklętych łupin cebuli, daktyli, knota, wełny i koźlej sierści. Obrzędu dokonywano w tzw. izbie ablucji, co sugerowało świątynię, lecz w praktyce było to zazwyczaj miejsce pobytu chorego (pokój, chata, brzeg rzeki itd.). Niekiedy w miejsce magii sympatycznej stosowano substytucję. Polegała ona na zastąpieniu przeklętego człowieka zwierzęciem, któremu kapłan podrzynał gardło, a następnie odprawiał po nim ceremonię pogrzebową.
Poza chorobami i demonami życie człowieka utrudniały niespokojne duchy zmarłych. Rytuał wypędzania przeprowadzano o zachodzie słońca przy wykopanym dole, do którego wkładano chleb i przez woli róg wlewano wodę z mąką. Po rozpaleniu kadzidła i pochodni wzywano Szamasza. W przypadku choroby sprowadzonej przez ducha obrzęd polegał na grzebaniu w rodzinnym grobie woskowej figurki i wizerunku ducha. Pochówek miał symboliczny charakter. Chorobę leczono poprzez uszkodzenie wykonanego z rytualnie czystego kawałka ziemi figurki ducha z wyrytym na lewym biodrze imieniem, następnie składano ofiarę Szamaszowi i proszono go o uwolnienie z choroby. Okaleczony posążek grzebano o zachodzie słońca.
Rytuały, polegające na zapewnieniu opieki dobrych duchów domowi, wiązały się z całą serią czynności: składanie ofiary Szamaszowi, sporządzenie posążków ze ściętego przy pomocy qulmu poświęconego bogu słońca tamaryszku, ozdobienie ich i umieszczenie w pojemniku kullatu wraz z określoną ilością złota, srebra i kamieni szlachetnych, następnie sporządzenia trwalszych posążków z gliny oraz wyrycie na nich imion duchów i zaklęć. Figurki mogły zostać umieszczone w domu po jego oczyszczeniu poprzez ofiary najważniejszym bóstwom. Każdej czynności towarzyszyły modlitwy, zaklęcia, okadzanie i kropienie świętą wodą.

## Wróżby
Babilończycy wierzyli, że postanowienia boskie mają swoje odzwierciedlenia na ziemi, dlatego ważnym aspektem ich życia była magia wróżebna. Nietypowe przypadki i zjawiska były rejestrowane, aby przy ich ewentualnym powtórzeniu mieć wzór dla postępowania.
Wróżono przy stosowaniu określonych metod (np. hepatoskopia), poprzez obserwację nietypowych przypadków (np. narodziny potworów, sny), za pomocą astrologii. Najstarszą metrykę mają wróżby według metod, mające potwierdzenie w legendach babilońskich, według których już królowie sprzed potopu wróżyli z wątroby. Odczytywanie znaków ze snów cieszyło się powodzeniem w okresie starobabilońskim, zaś astrologia rozwinęła się dopiero za czasów dynastii chaldejskiej. Gdy wróżba wypadła niepomyślnie, stosowano określone rytuały, polegające na odwróceniu losu.
Wróżby dotyczyły zarówno króla, jak i jego poddanych oraz państwa. Sprawy publiczne rozstrzygano za pomocą astrologii i hepatoskopii. Osoby prywatne stosowały pozostałe sposoby, jak na przykład, sny, przypadkowe spotkania czy egirru, polegającego na odniesieniu w określonych okolicznościach usłyszanej wypowiedzi do swojej osoby.

## Amulety
Amulety zapewniały ochronę przed demonami. Znalazło to także odzwierciedlenie w mitologii. Według Enuma elisz Marduk podczas walki z Tiamat trzymał w ręce ziele-odtrutkę, a w ustach przedmiot z gliny. Amulety zazwyczaj formowano w wyobrażaną postać demona, przed którym miał strzec, i opatrywano imieniem i zaklęciem.
Jeden z najbardziej rozpowszechnionych amuletów chronił przed burzami piaskowymi. Wyrabiany był w dwóch kształtach, w obu przypadkach opatrywany inskrypcją. Pierwszy typ przedstawiał głowę demona Pazuzu; drugi był płytką z jego podobizną – ptasia pierś z ludzkimi kończynami i głową, w jednej ręce trzymał piorun, miał ogon i cztery skrzydła. Drugim pod względem popularności był amulet z wizerunkiem Lamasztu, strzegący kobiety w połogu. Rozpowszechnionym typem był amulet z obrazkami w układzie pasowym. Najniższy (najważniejszy) ukazywał prawdopodobnie Lamasztu pod postacią karmiącej dwoje zwierząt kobiety z głową lwa. Z czasem amuletu z Pazuzu – ze względu na podobieństwo jego postaci do Lamasztu – zaczęto używać do ochrony rodzących lub karmiących kobiet.